# Ласло Біто
Ласло Біто (угор. Bitó László; 7 вересня 1934, Будапешт, Угорщина — листопад 2021) — угорський лікар та письменник. Як дослідник розробив лікування глаукоми. Також писав художні романи та есе.

## Біографія
Народився у Будапешті. З приходом комуністичної влади його сім'я змушена була покинути столицю. Працював на шахті в Комло та став місцевим лідером під час революції 1956 року. Після придушення революції радянськими військами переїхав до США. Там він виграв стипендію на навчання у Коледжі Барда, який закінчив 1960 року за спеціальністю медичної справи. 1963 року отримав ступінь Доктора філософії медичної клітинної біології в Колумбійському університеті. Його дослідження привели до розробки Латанопросту — лікам від глаукоми.
Опублікував більше 150 наукових статей та отримав багато нагород, серед яких Медаль Проктора (2000) та приз Гелен Келлер за дослідження зору (2013). Після виходу на пенсію повернувся до Угорщини, де почав писати романи. Видав 14 ненаукових книг — романи, есе та три антології.

## Наукова кар'єра
У США Біто побудував успішну кар'єру професора-емерита в Колумбійському університеті та Університеті Пуерто-Рико. Результатом його наукових досліджень став Латанопрост — препарат для лікування глаукоми. Автор більш, ніж 150 наукових праць.

## Кар'єра письменника
Після розпаду СРСР Біто повернувся до Угорщини, де зайнявся писемною діяльністю. Його перші романи базувались на своїх же особистих спогадах з історії Угорщини. Романи «Istenjárás» (угор. Швидкий крок) та «Az Ötödik Lovas» (угор. П'ятий вершник) були написані англійською мовою, але опубліковані лише в угорських перекладах. Його третій роман під назвою «Авраам та Ісаак», який базувався на біблейній історії, приніс йому славу в 1998 році. Книга була перекладена кількома мовами, а в Угорищині на її основі ставили п'єси в театрах. «Вчення Ісаака» та «Ісаак з Назарету» продовжили філософські ідеї першого роману серії. «Nekünk kell megváltanunk magunkat» (угор. Ми маєм бути рятувальниками самих себе) — збірка його газетних та журнальних інтерв'ю. «Eutelia – Euthanasia» (угор. Блаженне життя - мирна смерть) — філософський погляд автора на гідність у житті та смерті. «Az utolsó mérföld» (угор. Остання миля) — книга про підготовку до смерті.

### Наукові публікації
- The Ocular and Cerebrospinal Fluids, with Davson H, Fenstermacher JD (Eds.),Academic Press, London, 1977.
- The Ocular Effects of Prostaglandins and Other Eicosanoids, with Stjernschantz J (Eds), Alan R. Liss, New York, 1989.
- Ocular Effects of Prostaglandins and Other Eicosanoids (Ed), Special Supplement based on the 9th International PG Symposium (Fort Lauderdale, Florida, 12–13 May 1995) and the ARVO SIG Sessions on Latanoprost (Fort Lauderdale, Florida, 22–23 April 1996). Survey of Ophthalmology Vol. 41, Suppl 2,

### Романи
- Istenjárás, Aura, 1994. (Translated from English by Árpád Göncz and Pál Békés) ISBN 963-7913-15-7
- Az ötödik lovas, Aura, 1996. (Translated by Pál Békés) ISBN 963-7913-17-3
- Ábrahám és Izsák, Magyar Könyvklub, 1998. ISBN 963-548-698-7 és Argumentum Kiadó, 2000. ISBN 963-446-158-1
- Izsák tanítása, Argumentum Kiadó, 2000. ISBN 963-446-131-X
- A Názáreti Izsák, Argumentum Kiadó, 2002. ISBN 963-446-208-1

### Есе та збірки
- Nekünk kell megváltanunk magunkat, Argumentum Kiadó, 2004. ISBN 963-446-288-X.
- Boldogabb élet - Jó halál, Anthenaeum 2000 Kiadó, 2005. ISBN 963-9471-82-8.
- Gáspár, Menyhért, Boldizsár, Karácsonyi ős-ökuménia, Ecumenical Chanuka and Christmas story with 30 fullpage color illustrations by Wanda Szyksznian, Jelenkor Kiadó, 2006. ISBN 963-676-409-3
- Az utolsó mérföld, Jelenkor Kiadó, 2007. ISBN 978-963-676-418-0 (jó halál)